# E-Prix di Dirʿiyya 2018
L'E-Prix di Dirʿiyya 2018 è stato il primo appuntamento del Campionato di Formula E 2018-2019 e il primo con la nuova vettura, denominata "gen2". La gara è stata vinta dal portoghese António Félix da Costa, con il team BMW i Andretti Motorsport.

## Prima della gara
- A causa del maltempo vengono annullate la prima e la seconda sessione di prove libere;[1]
- Viene modificata la sessione di qualifica: anziché dividere i piloti in 4 gruppi, come previsto dal regolamento, vengono formati 2 soli gruppi, senza fare disputare la Super Pole; questo per via del ritardo sul programma causato dal maltempo.[1]

## Risultati

### Qualifiche
| Pos.                        | N. | Pilota                 | Squadra                   | Tempo       | Gap     | SuperPole           | Griglia |
| --------------------------- | -- | ---------------------- | ------------------------- | ----------- | ------- | ------------------- | ------- |
| 1                           | 28 | António Félix da Costa | BMW i Andretti Motorsport | 1:17.728    | -       | Sessione cancellata | 1       |
| 2                           | 7  | José María López       | Geox Dragon               | 1:18.113    | +0.385  | Sessione cancellata | 2       |
| 3                           | 23 | Sébastien Buemi        | Nissan-e.dams             | 1:18.269    | +0.541  | Sessione cancellata | 3       |
| 4                           | 5  | Stoffel Vandoorne      | HWA Racelab               | 1:18.490    | +0.762  | Sessione cancellata | 4       |
| 5                           | 25 | Jean-Éric Vergne       | DS Techeetah              | 1:18.571    | +0.843  | Sessione cancellata | 5       |
| 6                           | 64 | Jérôme d'Ambrosio      | Mahindra Racing           | 1:19.077    | +1.349  | Sessione cancellata | 6       |
| 7                           | 36 | André Lotterer         | DS Techeetah              | 1:19.317    | +1.589  | Sessione cancellata | 7       |
| 8                           | 20 | Mitch Evans            | Panasonic Jaguar Racing   | 1:19.712    | +1.984  | Sessione cancellata | 8       |
| 9                           | 17 | Gary Paffett           | HWA Racelab               | 1:19.929    | +2.201  | Sessione cancellata | 9       |
| 10                          | 48 | Edoardo Mortara        | Venturi Grand Prix        | 1:20.330    | +2.602  | Sessione cancellata | 13      |
| 11                          | 27 | Alexander Sims         | BMW i Andretti Motorsport | 1:20.367    | +2.639  | Sessione cancellata | 10      |
| 12                          | 66 | Daniel Abt             | Audi Sport ABT Schaeffler | 1:20.385    | +2.657  | Sessione cancellata | 11      |
| 13                          | 19 | Felipe Massa           | Venturi Grand Prix        | 1:20.407    | +2.679  | Sessione cancellata | 12      |
| 14                          | 22 | Oliver Rowland         | Nissam-e.dams             | 1:20.849    | +3.121  | Sessione cancellata | 14      |
| 15                          | 3  | Nelson Piquet Jr.      | Panasonic Jaguar Racing   | 1:21.489    | +3.761  | Sessione cancellata | 15      |
| 16                          | 6  | Maximilian Günther     | Geox Dragon               | 1:21.883    | +4.155  | Sessione cancellata | 16      |
| 17                          | 94 | Felix Rosenqvist       | Mahindra Racing           | 1:23.037    | +5.309  | Sessione cancellata | 17      |
| 18                          | 11 | Lucas Di Grassi        | Audi Sport ABT Schaeffler | 1:25.104    | +7.376  | Sessione cancellata | 18      |
| Tempo limite 110%: 1:25,501 |    |                        |                           |             |         | Sessione cancellata |         |
| 19                          | 2  | Sam Bird               | Envision Virgin Racing    | 1:29.625    | +11.897 | Sessione cancellata | 19      |
| 20                          | 4  | Robin Frijns           | Envision Virgin Racing    | 1:31.566    | +13.838 | Sessione cancellata | 20      |
| 21                          | 16 | Oliver Turvey          | NIO Formula E Team        | Senza tempo |         | Sessione cancellata | 21      |
| 22                          | 8  | Tom Dillmann           | NIO Formula E Team        | Senza tempo |         | Sessione cancellata | 22      |

### Gara
| Pos. | N. | Pilota                 | Team                      | Giri | Tempo/Ritiro | Griglia | Punti |
| ---- | -- | ---------------------- | ------------------------- | ---- | ------------ | ------- | ----- |
| 1    | 28 | António Félix da Costa | BMW i Andretti Motorsport | 33   | 46:29.377    | 1       | 28    |
| 2    | 25 | Jean-Éric Vergne       | DS Techeetah              | 33   | +0.462       | 5       | 18    |
| 3    | 64 | Jérôme d'Ambrosio      | Mahindra Racing           | 33   | +4.033       | 6       | 15    |
| 4    | 20 | Mitch Evans            | Panasonic Jaguar Racing   | 33   | +4.033       | 8       | 12    |
| 5    | 36 | André Lotterer         | DS Techeetah              | 33   | +5.579       | 7       | 11    |
| 6    | 23 | Sébastien Buemi        | Nissan e.Dams             | 33   | +6.625       | 3       | 8     |
| 7    | 22 | Oliver Rowland         | Nissan e.Dams             | 33   | +9.105       | 14      | 6     |
| 8    | 66 | Daniel Abt             | Audi Sport ABT Schaeffler | 33   | +9.819       | 11      | 4     |
| 9    | 11 | Lucas Di Grassi        | Audi Sport ABT Schaeffler | 33   | +10.936      | 18      | 2     |
| 10   | 3  | Nelson Piquet Jr.      | Panasonic Jaguar Racing   | 33   | +11.564      | 15      | 1     |
| 11   | 2  | Sam Bird               | Envision Virgin Racing    | 33   | +11.747      | 19      |       |
| 12   | 4  | Robin Frijns           | Envision Virgin Racing    | 33   | +12.189      | 20      |       |
| 13   | 16 | Oliver Turvey          | NIO Formula E Team        | 33   | +13.104      | 21      |       |
| 14   | 8  | Tom Dillmann           | NIO Formula E Team        | 33   | +14.273      | 22      |       |
| 15   | 6  | Maximilian Günther     | Geox Dragon               | 33   | +16.161      | 16      |       |
| 16   | 5  | Stoffel Vandoorne      | HWA Racelab               | 33   | +20.013      | 4       |       |
| 17   | 19 | Felipe Massa           | Venturi Grand Prix        | 33   | +43.610      | 12      |       |
| 18   | 27 | Alexander Sims         | BMW i Andretti Motorsport | 33   | +47.712      | 10      |       |
| 19   | 48 | Edoardo Mortara        | Venturi Formula E Team    | 32   | +1 giro      | 13      |       |
| Rit  | 7  | José María López       | Geox Dragon               | 25   | Incidente    | 2       |       |
| Rit  | 17 | Gary Paffett           | HWA Racelab               | 9    | Incidente    | 9       |       |
| Rit  | 94 | Felix Rosenqvist       | Mahindra Racing           | 8    | Trasmissione | 17      |       |

## Classifiche
Classifica Piloti
| +/– | Pos | Pilota                 | Punti    |
| --- | --- | ---------------------- | -------- |
|     | 1   | António Félix da Costa | 28       |
|     | 2   | Jean-Éric Vergne       | 18 (-10) |
|     | 3   | Jérôme d'Ambrosio      | 15 (–13) |
|     | 4   | Mitch Evans            | 12 (–16) |
|     | 5   | André Lotterer         | 11 (–17) |

Classifica Squadre
| +/– | Pos | Squadra                     | Punti    |
| --- | --- | --------------------------- | -------- |
|     | 1   | DS Techeetah Formula E Team | 29       |
|     | 2   | BMW i Andretti Motorsport   | 28 (–1)  |
|     | 3   | Mahindra Racing             | 15 (–14) |
|     | 4   | Nissan e.dams               | 14 (–15) |
|     | 5   | Jaguar                      | 13 (–16) |

## Altre gare
- E-Prix di New York 2018
- E-Prix di Marrakech 2019
- E-Prix di Dirʿiyya 2019